# Polock
Polock (belorusko По́лацк, Pólack, rusko По́лоцк, Pólock, litovsko Polockas, poljsko Połock) je zgodovinsko mesto v Belorusiji ob reki Dvini.  Je središče Polockega okrožja v Vitebski oblasti. Ima več kot 80.000 prebivalcev. Med hladno vojno je bilo vojaško letališče v Polocku pomembna zračna baza.

## Ime
Staroslovansko ime Polotesk izhaja iz imena reke Polote, ki se izliva v Zahodno Dvino. Vikingi so ime prevedli v Palteskja.

## Zgodovina
Polock je eno od najstarejših vzhodnoslovanskim mest. Primarna kronika (zgodovina Kijevske Rusije od okoli 850 do 1110, napisana v Kijevu okoli leta 1113) omenja, da so bili  Polotesk, Muromom in Belozersk ustanovljeni leta 862. Arheološki dokazi, ki so jih zbrali znanstveniki z Inštituta za zgodovino Beloruske akademije znanosti, dokazujejo, da je Polock obstajal že v prvi polovici 9. stoletja.
Prvi znani knez Polocke kneževine je bil Rogvolod (vladal 945-978). Imel je sinova in hčerko z imenom Rogneda. Rogvolod je obljubil dati Rognedo  za ženo kijevskemu knezu Jaropolku. Polock je pred Jaropolkovim prihodom napadel njegov brat Vladimir, ubil Rogvoloda, njegovo ženo in sinova in se poročil z Rognedo. Vladimir in Rogneda sta imela pet otrok. Najstarejši sin Izjaslav je postal polocki knez in vladal od leta 989 do 1001. 
Od 10.-12. stoletja je bil Polock prestolnica Polocke kneževine, ki je večkrat uveljavljala  svojo suverenost v odnosu do drugih središč Kijevske Rusije. Polock je postal politična prestolnica, sedež nadškofije in vazalni gospod baltskih ozemelj na zahodu. Najmočnejši vladar je bil knez Vseslav Brjančislavič. ki je vladal od leta 1044 do 1101. Napis Vseslavovega sina Borisa iz 12. stoletja je še viden na velikem balvanu v bližini stolnice sv. Sofije v Polocku. 
Leta 1240 je Polock postal vazal litovskih knezov. Veliki litovski knez Vitenis je leta 1307 na silo priključil Polock k svoji kneževini in končal proces litovskih  osvajanj, ki so  se začela v 1250. letih. Mesto je dobilo listino z garancijami, da veliki knezi "ne bodo uvedli nič  novega in ne uničili starega". Litovcem je s takšno politiko uspelo pridobiti trgovsko pot po reki Dvini, ki je postala pomemben gospodarski dejavnik. Leta 1498 je bil sprejet Magdeburški zakon, s katerim je Polock postal  do leta 1772 prestolnice Polockega vojvodstva v Republiki obeh narodov. Leta 1563 ga je zasedla ruska vojska Ivana Groznega. Po petnajst letih ga je Rusija vrnila  Republiki obeh  narodov. 17. junija 1654 ga je ponovno okupirala Rusija. Med rusko-poljsko vojno (1654-1667) je 30. oktobra 1660 ponovno prišel pod poljsko-litovsko oblast.
V prvi delitvi Poljske je Polock leta 1773 dobila Rusija ruski del Republike obeh narodov. Ker ruska carica Katarina Velika ni priznala papeškega zatiranja Družba Jezusova jezuitov (1773–1814), jezuitske podružnice v tem delu Evrope niso bile razpuščene. Polock je postal središče jezuitskega reda, leta 1780 odprl noviciat  in privabil ugledne jezuite iz drugih delov Evrope, ki so s seboj prinesli dragocene knjige in znanstvene zbirke. Jezuiti so nadaljevali s pastoralnim delom. Jezuitski kolegij, ustanovljen leta 1580  z dekretom poljskega kralja Štefana Báthoryja, je bil leta 1812 povišan v  Polocko akademijo s tremi fakultetami: teologijo, jeziki in svobodnimi umetnostmi. Mesto je imelo bolnišnico, štiri knjižnice, tiskarno, knjigarno, gledališče s tremi odri, muzej znanosti, umetniško galerijo in objavljalo znanstveno in književno periodiko. Šola je bila pokrovitelj kolegija v Petersburg misijona v Saratovu in odprave v Kanton. Ko so leta 1820 pod pritiskom ruske pravoslavne cerkve in ruskega carja Aleksandra I. jezuite izgnali in akademijo zaprli, je na njej študiralo okoli 700 študentov. Knjižnico s 40.000-60.000 knjigami in najbogatejšo zbirko del iz 16.-18. stoletja so ruske oblasti razselile v Sankt Peterburg, Kijev in druga mesta. 4.000 knjig iz te in drugih bližnjih jezuitskih knjižnic so prenesli v Znanstveno knjižnico Državne univerze v Sankt Peterburgu.
Po prvi delitvi Poljske (1772) je Polock počasi propadel na raven majhnega provincialnega mesta Ruskega carstva. Med francosko  invazijo na Rusijo leta 1812 sta bili v okolici Polocka dve bitki: prva bitka za Polock (avgust 1812) in druga bitka za Polock (oktober 1812). 
Med prvo svetovno vojno je Polock od 25. februarja 1918 do 21. novembra 1918 okupirala vojska Nemšega cesarstva. V poljsko-sovjetski vojni ga je od 22. septembra 1919 do 14. maja 1920 okupirala Poljska. V drugi svetovni vojni ga je od 16. julija 1941 do 4. julija 1944 okupirala nacistična Nemčija. Od 20. septembra 1944 do 8. januarja 1954  je bil središče Polacke oblasti, poem pa je zaradi reorganizacije državne uprave pripadel Maladečanski oblasti.

## Kulturna dediščina
Mestna stolnica Svete Sofije (zgrajena 1044–1066) je bila simbol neodvisnosti Polocka in tekmica istoimenskih cerkva v Novgorodu in Kijevu. Ime se je zgledovalo po Hagiji Sofiji v Konstantinoplu in z njo povezanim prestižem, oblastjo in suverenostjo. Stolnico so porušili vojaki Petra Velikega. Sedanja cerkev, zgrajena po načrtih Johanna Krištofa Glaubitza je iz sredine 18. stoletja. Nekaj izvirne arhitekture 12. stoletja, predvsem cerkev Kristusovega spremenjenja, se je ohranilo v samostanu svete Evfrozine.
Med kulturne dosežke iz srednjeveškega obdobje spadajo dela Eufrozine Polocke (1120–1173), ki je gradila samostane, prepisovala knjige, spodbujala književnost in podpirala umetnost (vključno z lokalnim slikarjem Lazarusom Bohšo, ki je izdelal Križ svete Evfrozine, nacionalni simbol, ki se je izgubil v drugi svetovni vojni) ter plodne in izvirne cerkvenoslovanske pridige in pisanja škofa Cirila Turavskega (1130–1182).
V Polocku je bil okoli leta 1490 rojen prvi beloruski tiskar Frančišek Skarina, ki slovi po prvi tiskani Bibliji v vzhodnoslovanskih jezikih (v stari beloruščini) iz leta 1517. Knjiga je bila natisnjena samo nekaj desetletij po prvi Gutenbergovi tiskani knjigi in samo pet let po prvi češki Bibliji (1506). 
Septembra 2003 so se beloruske oblasti ob "Dnevih beloruske pismenosti" odločile zgraditi spomenik v čast edinstveni beloruski cirilični črki Ў, ki ni v rabi v nobenem drugem slovanskem jeziku. Pobudo je dal beloruski profesor kaligrafije Paval Sjemčanka, ki je dolga leta preučeval cirilične pisave.